# 联合国安全理事会第1823号决议
《联合国安理会1823号决议》是联合国安全理事会于2008年7月10日在第5931次会议上通过的一项决议。
该决议表示欣见《大湖区安全、稳定和发展公约》生效，决定终止联合国安理会1011号决议中第9和第10段规定的禁令，并解散联合国安理会918号决议所设委员会。